# Trenton Robinson
Trenton Robinson (Bay City, 16 febbraio 1990) è un giocatore di football americano statunitense che gioca nel ruolo di safety per i Washington Redskins della National Football League. Fu scelto nel corso del sesto giro (180º assoluto) del Draft NFL 2012 dai San Francisco 49ers. Al college ha giocato a football a Michigan State.

## Carriera professionistica

### San Francisco 49ers
Considerato uno dei migliori prospetti tra le safety disponibili nel Draft 2012, Robinson fu scelto nel corso del sesto giro dai San Francisco 49ers. Debuttò nella vittoria della settimana 1 contro i Green Bay Packers e nella sua stagione da rookie terminò con 3 gare disputate, senza far registrare alcuna statistica.

### Washington Redskins
Dopo avere passato il primo mese della stagione 2013 nella squadra di allenamento dei Philadelphia Eagles, il 15 ottobre 2013 Robinson firmò coi Washington Redskins con cui quell'anno disputò 11 partite mettendo a segno 10 tackle.

## Palmarès
- National Football Conference Championship: 1

San Francisco 49ers: 2012

## Statistiche
| Partite totali      | 14 |
| Partite da titolare | 0  |
| Tackle              | 10 |
| Sack                | 0  |
| Intercetti          | 0  |

Statistiche aggiornate alla stagione 2013